# Prunus laxinervis
Prunus laxinervis — вид рослини родини трояндових (Rosaceae). Зустрічається в Індонезії (Калімантан) та Малайзії (Сабах).
Це велике дерево, що росте в низинних та гірських лісах.

## Загрози й охорона
Виду загрожують зміни у землекористуванні. Також існує певна загроза від лісозаготівель, оскільки це незначна комерційна порода деревини.
Він присутній у заповідних територіях.

## Використання
Цей вид використовується як другорядна промислова деревина.